# Малый Козырь
Малый Козырь — река в России, протекает в Чердынском районе Пермского края. Устье реки находится в 3,4 км по левому берегу реки Большой Козырь. Длина реки составляет 14 км.
Исток реки западнее посёлка Редикор. Хотя всего в километре восточнее истока Малого Козыря протекает Вишера, исток отделён от Вишеры холмами, что приводит к тому, что Малый Козырь течёт в противоположном, северо-западном направлении. Всё течение проходит по ненаселённому лесу.

## Данные водного реестра
По данным государственного водного реестра России относится к Камскому бассейновому округу, водохозяйственный участок реки — Кама от водомерного поста у села Бондюг до города Березники, речной подбассейн реки — бассейны притоков Камы до впадения Белой. Речной бассейн реки — Кама.
По данным геоинформационной системы водохозяйственного районирования территории РФ, подготовленной Федеральным агентством водных ресурсов:
- Код водного объекта в государственном водном реестре — 10010100212111100003887
- Код по гидрологической изученности (ГИ) — 111100388
- Код бассейна — 10.01.01.002
- Номер тома по ГИ — 11
- Выпуск по ГИ — 1